# Ampoigné
Ampoigné foi uma comuna francesa na região administrativa da Pays de la Loire, no departamento de Mayenne. Estendia-se por uma área de 21,12 km². Em 2010 a comuna tinha 558 habitantes (densidade: 26,4 hab./km²).
Em 1° de janeiro de 2018 fusionou-se, com a comuna de Laigné, na nova comuna de Prée-d'Anjou.